# Église Saint-Christophe de Chissey-sur-Loue
Pour les articles homonymes, voir Église Saint-Christophe et Saint-Christophe.
L'église Saint-Christophe est une église catholique, dans la commune de Chissey-sur-Loue, en France.

## Localisation
L'église se trouve dans le département du Jura, sur la commune de Chissey-sur-Loue.

## Historique
L'édifice est classé au titre des monuments historiques par la liste de 1840.

## Description

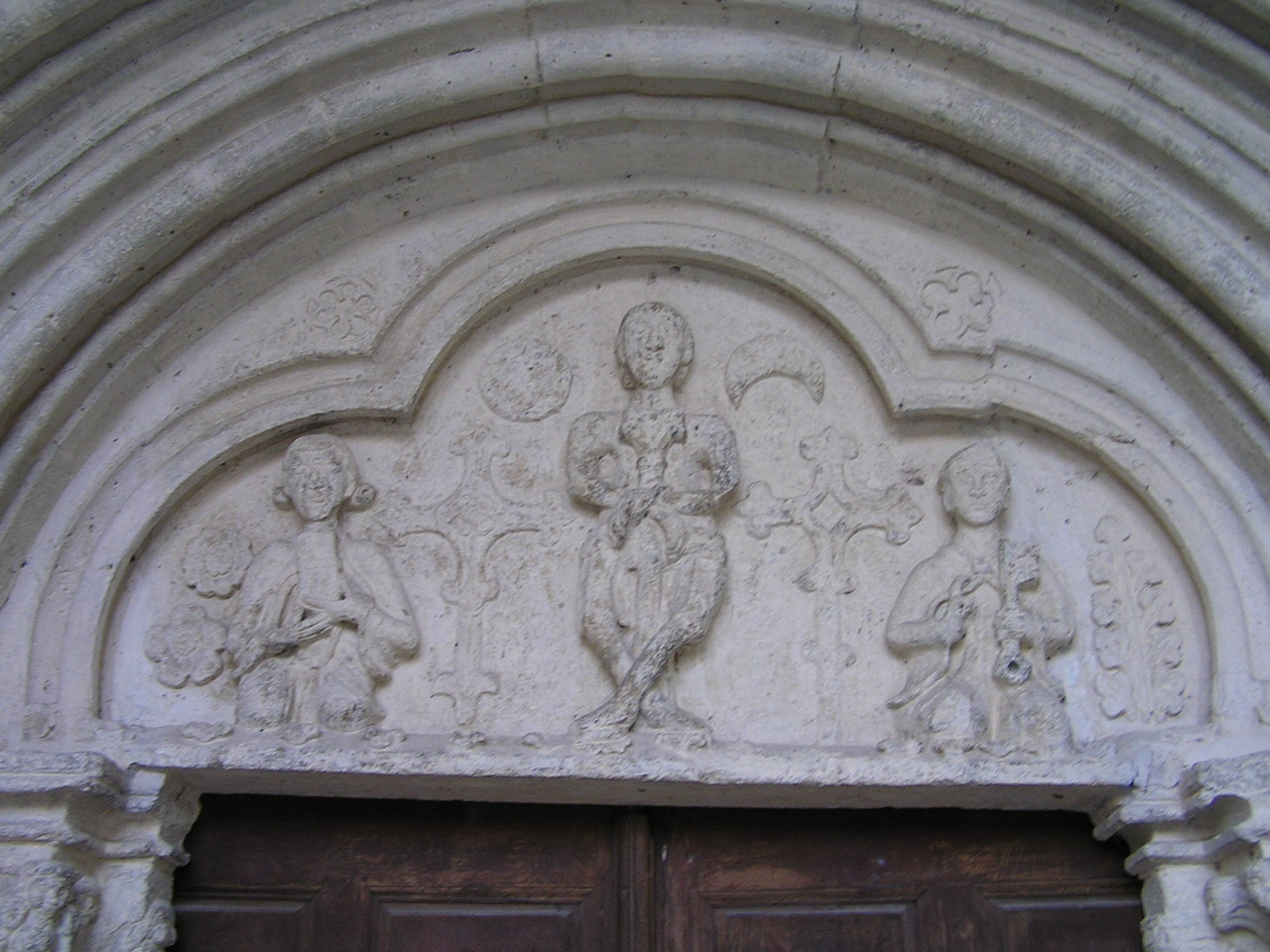
Le porche.
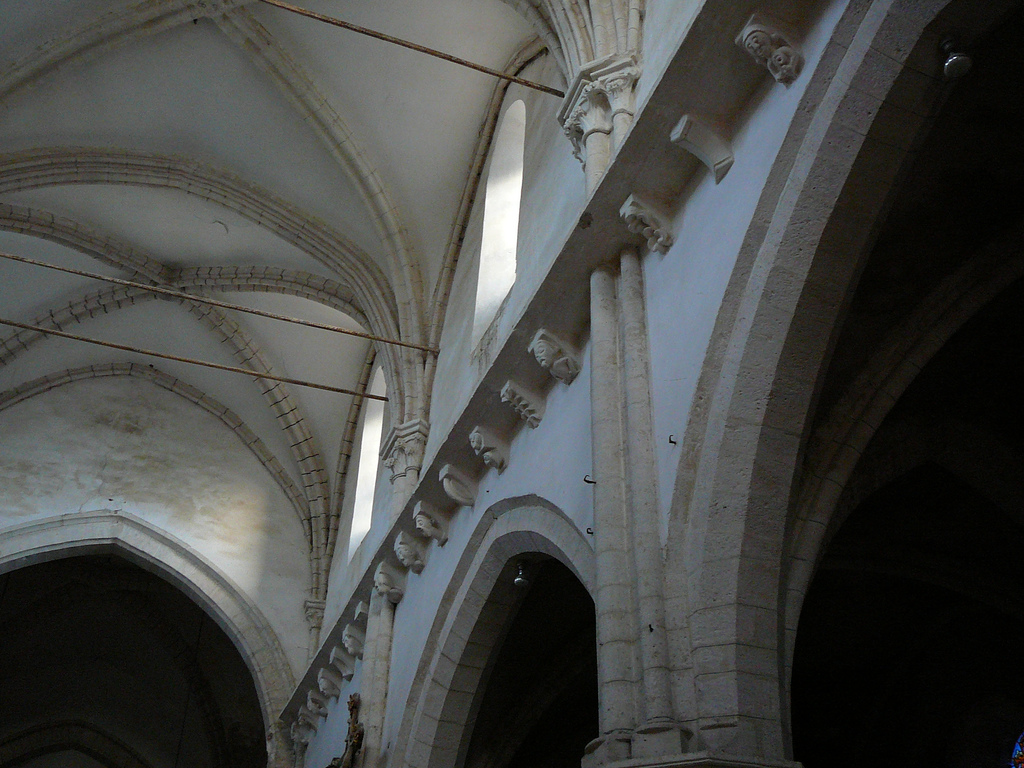
Les babouins.
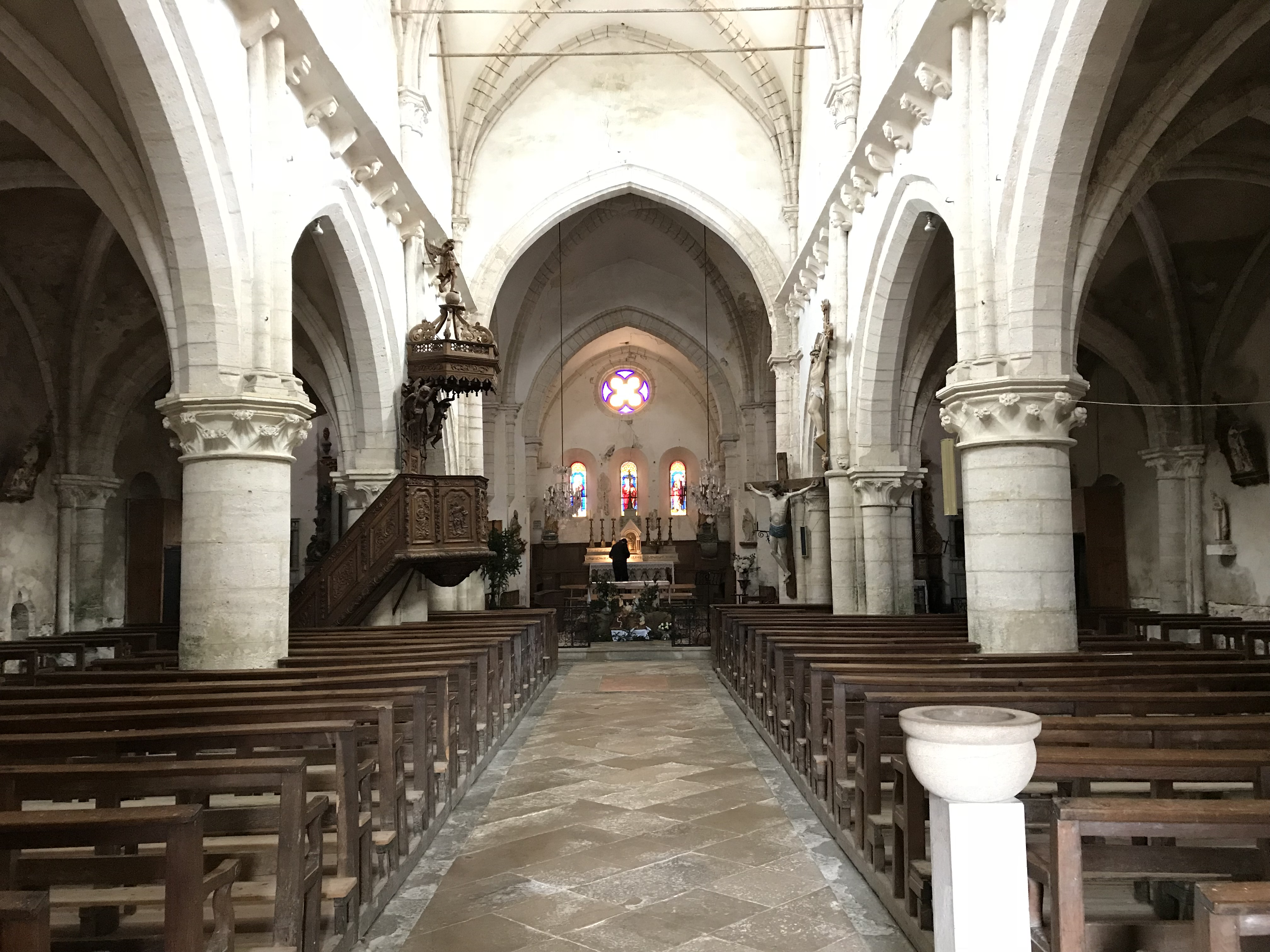
La nef.

L'église Saint-Christophe date pour ses parties les plus anciennes de la fin du XIIe siècle. De style gothique, sa construction s'est poursuivie aux XVe et XVIIIe siècles.
L'église abrite depuis le Moyen Âge un fragment de mâchoire de saint Christophe, qui passait pour guérir les aliénés c'est sans doute pour cette raison que l'on trouve 64 figures sculptées sur la corniche qui court à l'intérieur de la nef, qui seraient des personnes souffrant de déficience mentale ou de problèmes physiques. On les appelle communément les Babouins. On a d'ailleurs donné aux habitants de Chissey-sur-Loue le nom de Babouins à cause de ces visages grimaçants.
Bien que l'église soit gothique, ces sculptures rappellent les modillons romans.
Le portail est orné d'un christ entouré de saint Pierre et saint Paul.
Une douzaine d'œuvres situées dans l'église sont aussi classées comme monuments historiques, parmi lesquelles :
- une statue en pierre polychrome de saint Christophe du XVe siècle ;
- un fragment de panneau en bois du début du XVIe siècle représentant la Santa Casa de Loreto ;
- une statue de la Vierge à l'Enfant en pierre du milieu du XVIe siècle ;
- plusieurs ciboires et calices en argent des XVIIe et XVIIIe siècles ;
- des fonts baptismaux en bois du XVIIe siècle.

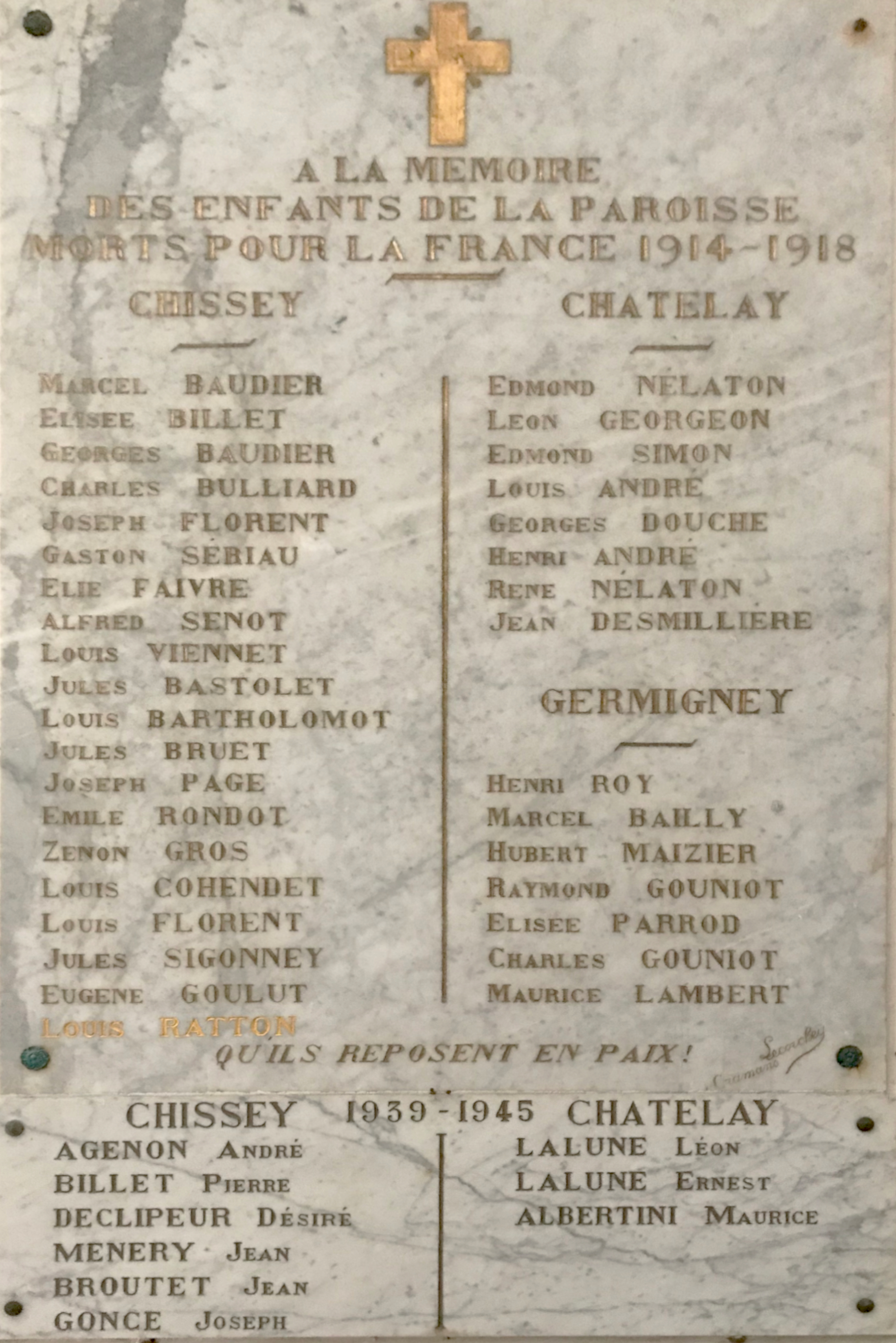
La plaque du souvenir des habitants morts pour la France.
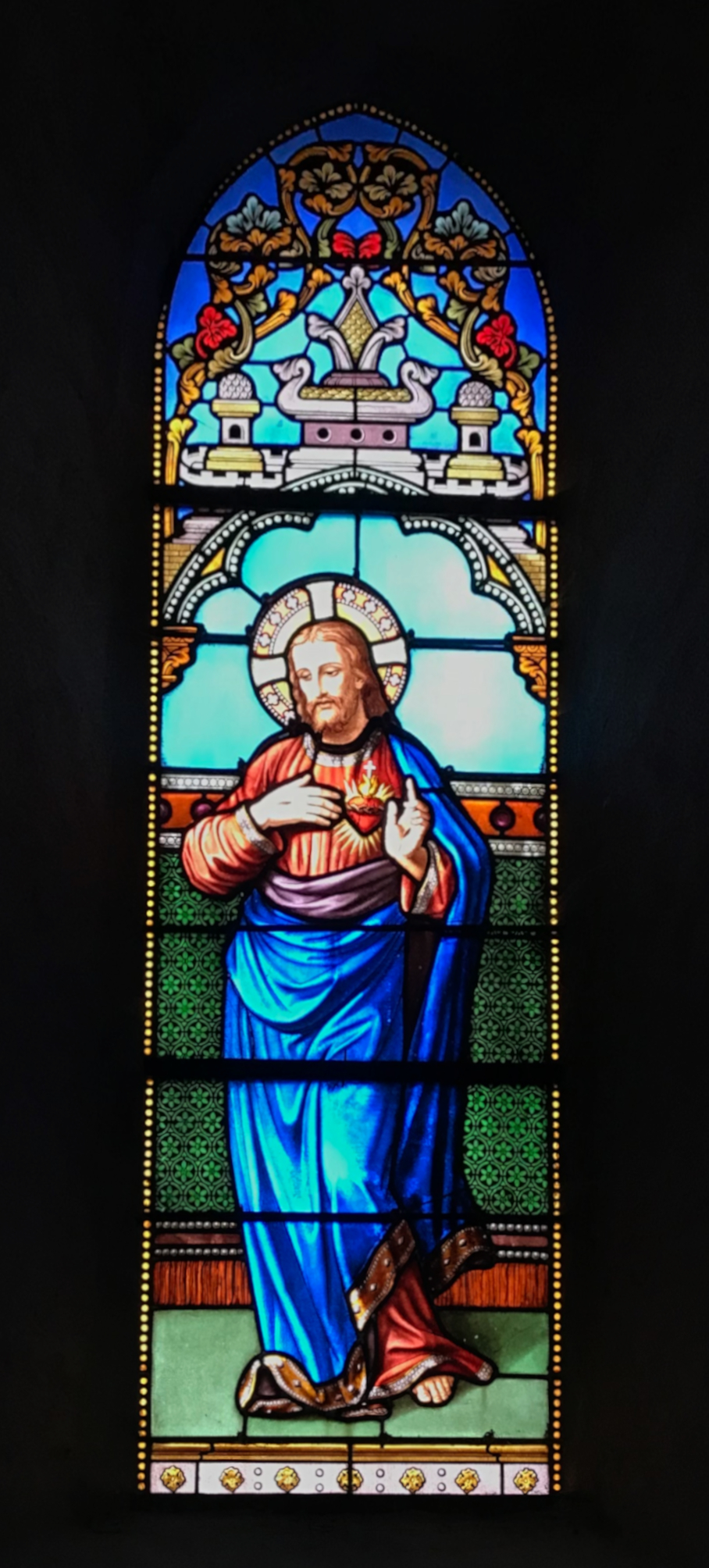
Vitrail du Sacré-Cœur de Jésus.
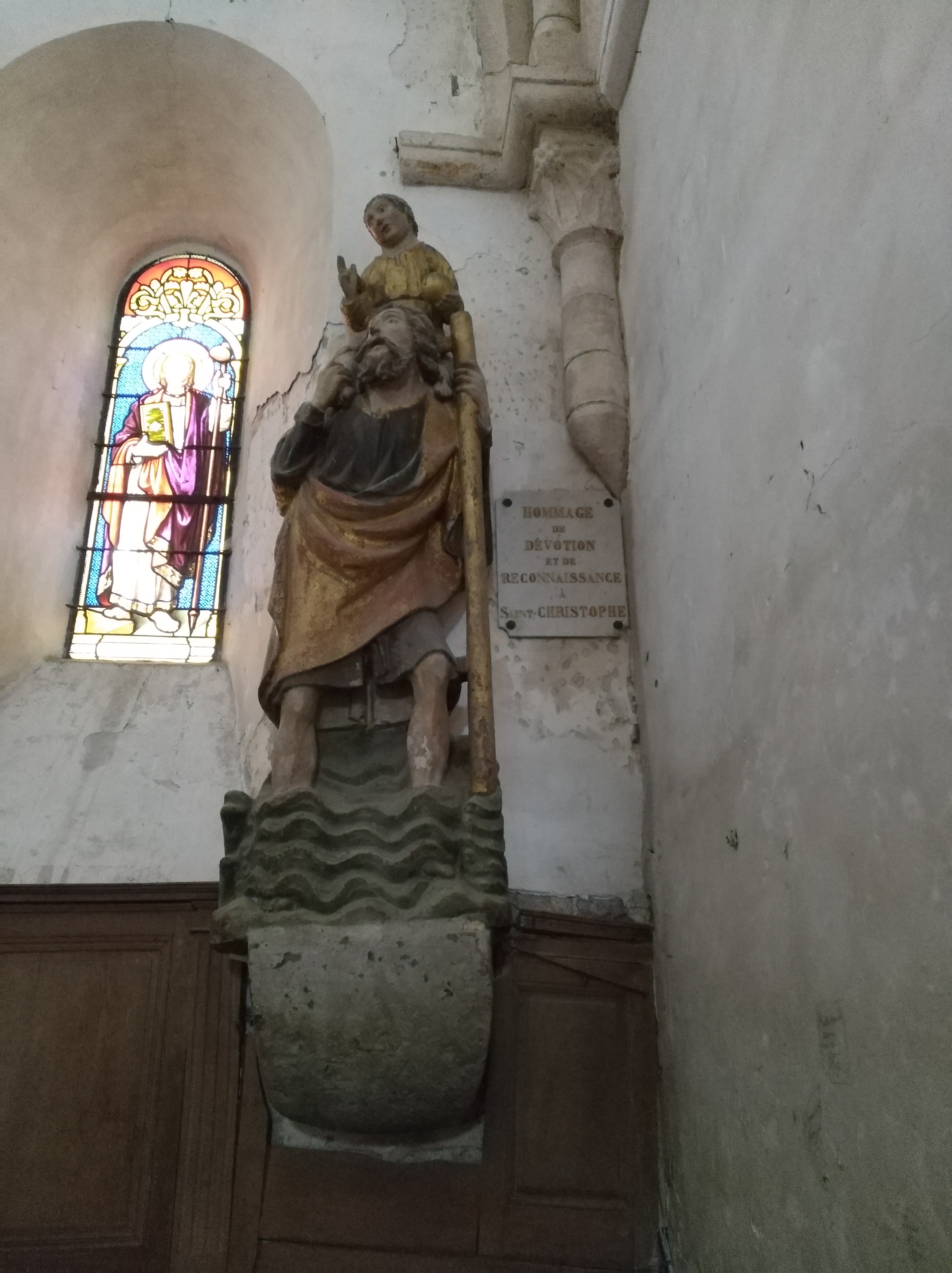
La statue de saint Christophe.